# فرانک ئی. هال
فرانک ئی. هال (انگلیسی: Frank E. Hull؛ ۱۷ اکتبر ۱۸۸۲ – ۲۲ مه ۱۹۶۸) تدوین‌گر اهل ایالات متحده آمریکا بود.
از فیلم‌هایی که وی در آن‌ها نقش داشته‌است، می‌توان به گروه موسیقی وارد می‌شود، فلوریان، تاوان، بیوه سرمست، حقیقت تلخ، بالای رودخانه، ماجراهای هاکلبری فین، بیا با من زندگی کن و در لباسی خیره‌کننده اشاره نمود.